# 木俣幹
木俣 幹 / 木俣 守盟（きまた みき / きまた もりちか）は、幕末近江彦根藩筆頭家老。木俣清左衛門家の第11代当主。

## 家系
木俣清左衛門家は、徳川家康の家臣で井伊直政に与力として付けられ、後に、彦根藩井伊家の筆頭家老となった木俣守勝に始まる家。楠木正成の孫正勝の末裔を称す。姓は橘氏。家紋は三つ盛鱗。
代々の当主は、「土佐」「清左衛門」を通称とし筆頭家老を務めた。特に、3代守明、5代守盈、10代守彝は執権職（幕政では大老に相当）に就いている。
知行高は初代守勝が4000石。2代守安が5000石。3代守明が8000石。4代守長守長が9000石。5代守盈が1万石となった。
12代畏三が、明治33年（1900年）に男爵に叙されている。

## 生涯
天保13年（1842年）7月27日、彦根藩筆頭家老木俣守易の子として生まれる。文久2年（1862年）8月に彦根藩執政だった兄守彝が失脚して隠居を命じられたため、その家督と知行1万石を相続した。
元治元年（1864年）禁門の変や水戸天狗党の討伐に出陣。慶応2年（1866年）6月、第二次長州征討では幕府軍の芸州口先鋒となった彦根藩兵を率いたが敗れた。
明治2年（1872年）彦根藩権大参事となる。明治8年（1875年）隠居して家督を養子（実弟）畏三に譲る。明治36年（1903年）4月15日、滋賀県犬上郡彦根町の自宅で死去。享年62。

## 栄典
- 1900年（明治33年）9月10日 - 従五位[2]